# Nils Ušakovs
Nils Ušakovs (en ruso: Нил Валерьевич Ушаков, Nil Valéryevich Ushakov; n. Riga, Unión Soviética, 8 de junio de 1976) es un político, economista, periodista y profesor letón de origen ruso. Estuvo trabajando durante varios años en diversos medios de comunicación rusos y letones.
En el año 2006 pasó a ser diputado nacional del Saeima.
Desde el día 1 de julio de 2009 hasta abril de 2019 fue el Alcalde de Riga. Él además fue el presidente del Partido Armonía. En la actualidad se desempeña como eurodiputado, luego de asumir como tal en 2019.

## Inicios y formación

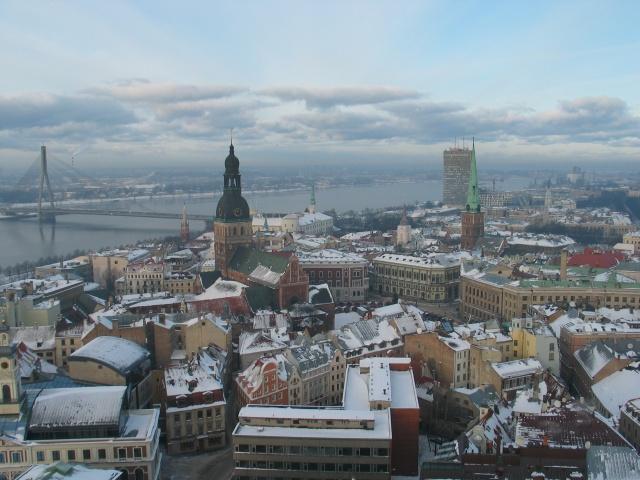
Imagen de la ciudad de Riga.

Nació en la ciudad de Riga el día 8 de junio de 1976, durante la época de la República Socialista Soviética de Letonia (en letón: Latvijas PSR).
Viene del seno de una familia de ingenieros, músicos aficionados de género Jazz y una profesora de Literatura y Lengua rusa.
Durante su adolescencia hizo el servicio militar por influencia familiar, ya que sus dos abuelos fueros oficiales del ejército que lucharon durante la Segunda Guerra Mundial y muchos de sus antepasados se implicaron en la guerra civil rusa.
Se licenció en Economía por la Universidad de Letonia (UL) en 1999, ese mismo año se convirtió en ciudadano naturalizado de Letonia.
Luego se marchó hacia Dinamarca y allí se realizó más estudios sobre economía y se graduó en Integración europea por la Universidad del Sur de Dinamarca en el 2002.
Cabe destacar que Nils Ušakovs es políglota ya que, aparte de su idioma ruso nativo, habla fluidamente el letón, el inglés y tiene conocimientos básicos de sueco, danés y alemán.

## Carrera periodística
Desde 1998 a 2005 estuvo trabajando para diferentes medios de comunicación tanto rusos como letones.
Estuvo en la NTV (Rusia) entre 1998 y 1999, en la Latvijas Televizija entre 1999 y el 2000, en TV5 entre 2001 y 2004 y en el Piervy Kanal entre 2004 y 2005.
En 2004 Ušakovs recibió el Premio Cicerón por su contribución al periodismo, que le fue otorgado por la Universidad de Letonia y las Asociaciones Periodísticas Letonas.

## Carrera política

### Diputado nacional
En 2005 su amigo Jānis Urbanovičs le propuso ingresar en el Partido Socialdemócrata «Armonía» y Ušakovs aceptó. El partido se unió a la alianza de Centro de la Armonía, donde comenzó siendo dirigente. En las Elecciones Legislativas Letonas de 2006 obtuvieron 17 escaños y Ušakovs fue elegido diputado del Saeima. Esta alianza fue la única fuerza política que se puso a favor de promover la cooperación entre los letones y los rusos. Ušakovs afirmó que esta era la única manera que había para conseguir una mayor integración de la población rusófona en Letonia, en oposición a los partidos que considera solo se preocupan de los intereses de una etnia.

### Alcalde de Riga
En 2009 se presentó como candidato a la alcaldía de Riga en las Elecciones Locales del 6 de junio. En ellas logró 26 de los 60 escaños disponibles, obteniendo una mayoría simple. Finalmente tras una coalición política entre su partido y el partido Vía Letonia de 12 escaños, dirigido por el también candidato Ainārs Šlesers, lograron obtener la mayoría necesaria para gobernar.
Tras formar una coalición fue investido el día 1 de julio de 2009, como nuevo Alcalde de Riga.
Su investidura fue acompañada de una pequeña polémica sobre el anterior alcalde Jānis Birks del partido "Por la Patria y la Libertad/LNNK", que no obtuvo ninguna representación en el consistorio y no participó en la tradicional ceremonia de investidura, en la cual le tenía que pasar la vara de mando a Ušakovs. Pero el jefe de prensa de Birks aseguró que su ausencia no fue debido a un conflicto ideológico o un rencor, sino a que se encontraba lejos de la ciudad ese mismo día.
Como alcalde ha establecido un gran fortalecimiento de lazos con Rusia, en particular en los sectores de tránsito de mercancías a través del Puerto de Riga y el sector turístico, como una de las soluciones a los problemas económicos de Riga tras ser golpeado con especial dureza por la Crisis financiera de 2008.
Durante su campaña para la alcaldía, también abogó por una mayor énfasis en la educación de la población y la protección de las industrias locales que son vitales para la ciudad.
El 4 de junio de 2017 fue reelegido alcalde de Riga.

## Colapso en la Maratón de Riga

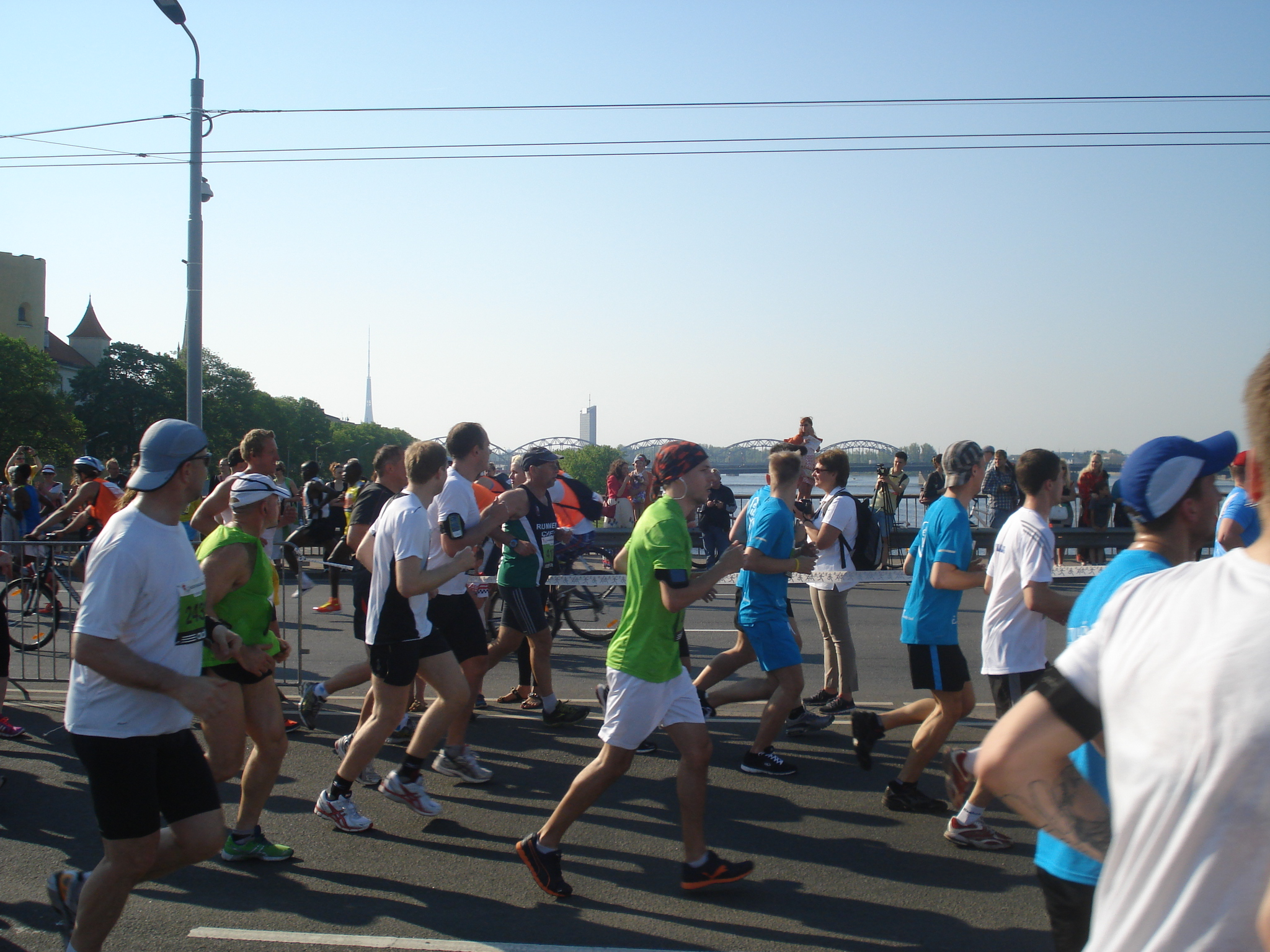
La Maratón de Riga.

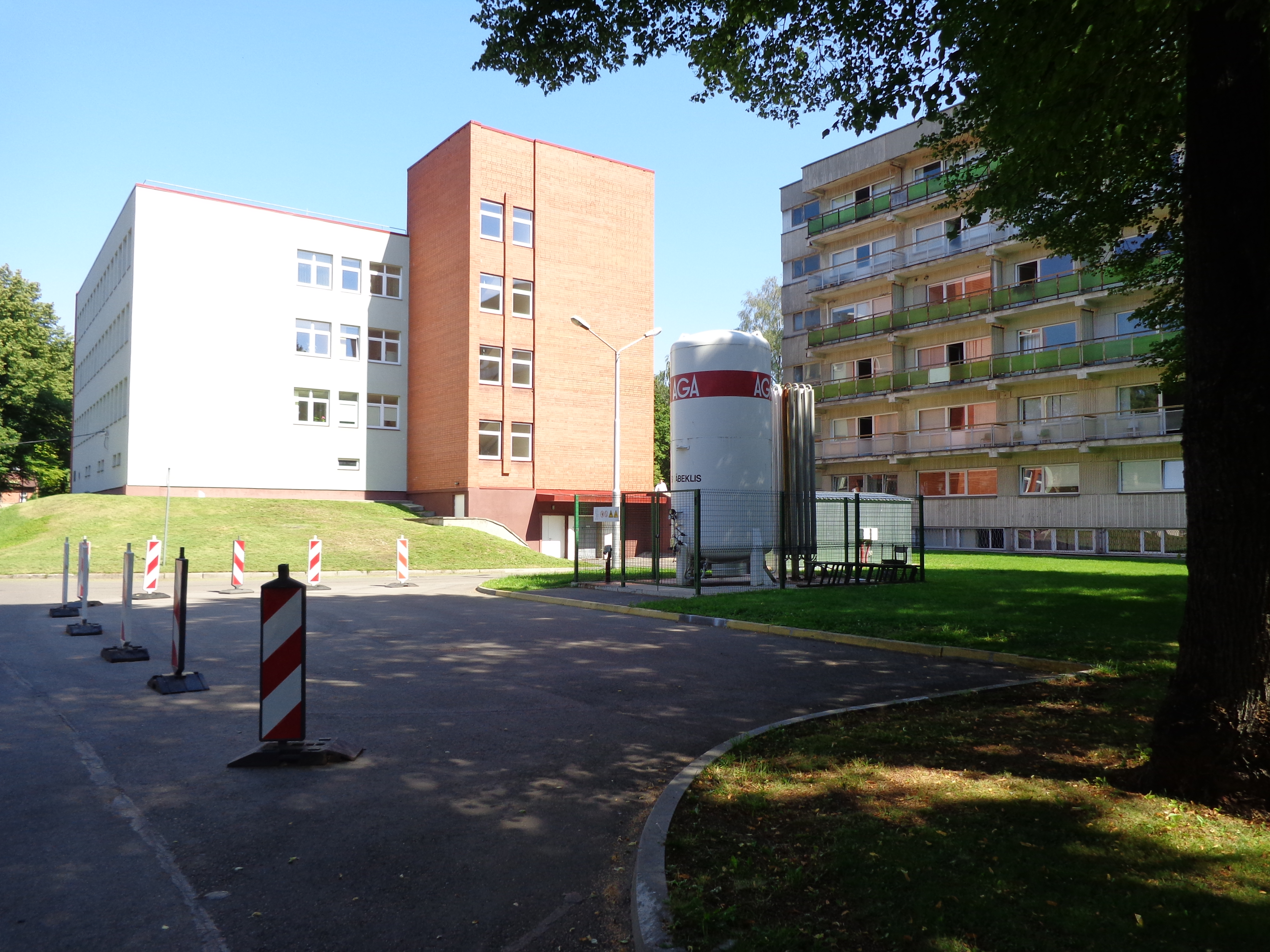
Hospital en el que fue ingresado inmediatamente.

El domingo día 22 de mayo de 2011 participó en la Maratón de Riga ("Lattelecom Riga Marathon"), donde poco antes de poder cruzar la línea de meta, sufrió una insuficiencia circulatoria ("o colapso cardiovascular") en medio de la pista.
Inmediatamente fue trasladado en ambulancia hacia la unidad de cuidados intensivos (UCI) del Hospital clínico universitario Pauls Stradins en el cual ingresó con signos de hipertermia severa.
Al poco entró en un estado de coma inducido.
El 25 de mayo fue transportado hacia Alemania para poder recibir un tratamiento más fuerte en el Hospital Charité de la ciudad de Berlín.
El portavoz de la alcaldía afirmó que los médicos alemanes le habían ofrecido ayuda debido a su pericia y gran experiencia tratando casos similares. Previamente, las autoridades médicas letonas habían clasificado su estado como "serio pero estable".
Y el 29 de mayo, los doctores observaron cambios positivos en su estado y comenzaron los procedimientos médicos para despertar del estado de coma inducido. Se fue recuperando plenamente a las semanas siguientes.

### Diputado al Parlamento Europeo
En las elecciones al Parlamento Europeo de 2019 fue elegido eurodiputado. Desde entonces ha estado sirviendo en la Comisión de Presupuestos. Además de sus funciones en comisiones, forma parte de las delegaciones del Parlamento Europeo para las relaciones con los Estados Unidos y de la Asamblea Parlamentaria Euronest.